# Phelline lucida
Phelline lucida är en tvåhjärtbladig växtart som beskrevs av Eugène Vieillard och Henri Ernest Baillon. Phelline lucida ingår i släktet Phelline och familjen Phellinaceae. Inga underarter finns listade i Catalogue of Life.